# الاحتجاجات الكازاخستانية 2022
الاحتجاجات الكازاخستانية 2022 اندلعت الاحتجاجات في كازاخستان في 2 يناير 2022 بعد الزيادة الحادة المفاجئة في أسعار الغاز والتي وفقًا للحكومة الكازاخستانية كانت بسبب ارتفاع الطلب وتثبيت الأسعار. بدأت الاحتجاجات في بلدة جاناوزن النفطية، ولكنها سرعان ما امتد إلى مدن أخرى، بما في ذلك أكبر مدينة ألماتي. رداً على ذلك فرض الرئيس قاسم جومارت توكاييف حالة الطوارئ في منطقة مانجيستاو وألماتي اعتبارًا من 5 يناير إلى 19 يناير. انتقل المتظاهرون من المطالب الاقتصادية إلى المطالب السياسية، وذلك حول استقالة الحكومة واستقالة الرئيس توكاييف وإزالة الحصانة والاستقالة من السياسة عن أول رئيس للبلاد الذي يبلغ من العمر 81 عامًا نور سلطان نزارباييف، والذي كان في وقت بدء الاحتجاجات تقلد منصبي رئيس مجلس الأمن الكازاخستاني وعضو المجلس الدستوري الكازاخستاني.
كامتياز قال الرئيس توكاييف أن سقف أسعار وقود السيارات البالغ 50 تينغ للتر قد تم استعادته لمدة 6 أشهر. في 7 يناير قال في بيان «تمت استعادة النظام الدستوري إلى حد كبير في جميع مناطق البلاد». كما أعلن أنه أمر القوات باستخدام القوة المميتة ضد المحتجين، وأذن تعليمات بـ «إطلاق النار بهدف القتل» دون سابق إنذار على أي شخص يتظاهر، ووصف المتظاهرين بـ «قطاع الطرق والإرهابيين» وقال إن استخدام القوة سيستمر في «تدمير الاحتجاجات».
في 10 يناير أعلنت الحكومة يوم حداد على ضحايا الاحتجاجات. في 11 يناير قال توكاييف إنه تمت استعادة النظام في كازاخستان وانتهت الاحتجاجات. وأعلن أن قوات منظمة معاهدة الأمن الجماعي ستبدأ في الانسحاب من البلاد في 13 يناير، وسيتم سحبها بالكامل في الأيام العشرة القادمة. في خطاب ألقاه أمام البرلمان بشأن الأيام الماضية أقر باستياء الرأي العام من عدم المساواة في الدخل وانتقد نزارباييف ورفاقه بسبب ثرواتهم. كما رشح رئيس وزراء جديد عليهان سمايلوف. تم استئناف الرحلات الجوية الدولية من وإلى عاصمة البلاد نور سلطان.

## خلفية
واجهت جاناوزن وهي مدينة منتجة للنفط سلسلة من الإضرابات العمالية والمظاهرات في جميع أنحاء كازاخستان الحالية. في عام 2011 اندلعت أعمال شغب في المدينة وسط الذكرى العشرين لعيد الاستقلال أدت إلى مقتل 16 شخصًا وإصابة 100 آخرين وفقًا للأرقام الرسمية، حيث فتحت قوات الأمن الكازاخستانية النار على المتظاهرين الذين طالبوا بتحسين ظروف العمل. خلال ذلك الوقت كان سعر الغاز الطبيعي المسال حوالي 30-35 تينغ، والتي ارتفعت بشكل متكرر منذ ذلك الحين. في يناير 2020 تم تنظيم احتجاج في جاناوزن حيث طالب سكان المدينة بتخفيض سعر الغاز الذي ارتفع من 55 إلى 65 تينغ.
في 1 يناير 2021 وفقًا للمتظاهرين ارتفع سعر الغاز الطبيعي المسال إلى 120 تينغ (0.28 دولارًا) للتر.

## الاحتجاجات

### 2 يناير
في صباح يوم 2 يناير 2022 قام سكان مدينة جاناوزن بإغلاق الطرق احتجاجًا على زيادة أسعار الغاز. من هناك دعا المتظاهرون أكيم مانجيستاو نورلان نوغايف ومدينة أكيم مقصات إباغاروف إلى اتخاذ إجراءات لتثبيت الأسعار ومنع نقص الوقود. التقى السكان بالنائب عن المدينة أكيم الذي نصح الحشد بكتابة رسالة شكوى إلى إدارة المدينة حيث يذكر المتظاهرون أن شكواهم تم تجاهلها من قبل مسؤولي المدينة.
أصدر الرئيس قاسم جومارت توكاييف في رده على تويتر بشأن الوضع تعليمات للحكومة بالنظر في الوضع في زاناوزن من خلال «مراعاة الجدوى الاقتصادية في المجال القانوني». كما دعا المتظاهرين إلى عدم الإخلال بالنظام العام، مذكّرًا أن المواطنين الكازاخستانيين لهم الحق في التعبير علنًا عن صوتهم للحكومة المحلية والمركزية بالقول إنه يجب أن يكون ذلك «وفقًا للقانون».

### 3 يناير
تجمع المئات من سكان زاناوزين الذين خرجوا للاحتجاج في اليوم الأول وخيموا في ساحة المدينة طوال الليل. مع بدء السكان الآخرين في الانضمام إلى الحشد، بحلول فترة ما بعد الظهر كان ما يقدر بنحو 1000 شخص في الميدان يهتفون ويطالبون بإجراء انتخابات مباشرة للزعماء المحليين. ولم يتدخل رجال الشرطة أثناء وقوفهم على ساحة المعركة أثناء المظاهرة. نائب المدينة أكيم وكذلك مدير مصنع معالجة الغاز الكازاخستاني ناكبيرجين توليبوف تهدئة المحتجين من خلال الوصول إلى الميدان والتعهد بتخفيض أسعار الغاز إلى 85-90 تينغ، الأمر الذي فشل في إرضاء المحتجين. نوغاييف ومرافقيه أجبروا على مغادرة الميدان بسبب الحشد الغاضب.

### 4 يناير
في 4 يناير تجمع حوالي 1000 شخص للاحتجاج في وسط ألماتي. استخدمت الشرطة القنابل الصوتية والغاز المسيل للدموع لتفريق المتظاهرين. وقع توكاييف مراسيم لفرض حالة الطوارئ في منطقة مانجيستاو وألماتي من 5 يناير 01:30 بالتوقيت المحلي حتى 19 يناير 00:00 بالتوقيت المحلي. وفقًا لتوكاييف سيتم النظر في جميع المطالب المشروعة للمتظاهرين. وافقت لجنة خاصة بعد اجتماع مع المتظاهرين على خفض سعر الغاز الطبيعي المسال إلى 50 تينغ (0.11 دولار) للتر.

### 5 يناير
في 5 يناير توكاييف قبل استقالة الحكومة. وفي نفس اليوم أفاد مراسل لرويترز أن آلاف المتظاهرين يتقدمون نحو وسط مدينة ألماتي، بعد أن فشلت قوات الأمن في تفريقهم بالغاز المسيل للدموع والقنابل الصوتية. في وقت لاحق من نفس اليوم أعلن توكاييف أن نور سلطان نزارباييف استقال من منصب رئيس مجلس الأمن في كازاخستان، وتولى توكاييف هذا المنصب بنفسه.
في ألماتي تم اقتحام مكاتب بلدية المدينة وإضرام النيران فيها. بالإضافة إلى ذلك أضرمت النيران في مكاتب حزب نور أوتان الحاكم، وتم تأكيد كلا الحدثين من خلال الفيديو الذي تم نشره على وسائل التواصل الاجتماعي.

### 6 يناير
تم تقليل إنتاج النفط في حقل تنكيز أكبر حقل نفط في كازاخستان. تمتلك شركة شيفرون الأمريكية المنتجة للنفط حصة 50٪ في مصفاة تينغيزشيفرويل التي تشغل حقل تينغيز النفطي. أصدرت وزارة الداخلية الكازاخستانية بيانا قالت فيه: «أطلق موظفو إدارة شرطة ألماتي عملية مسح في شوارع كاراساي باتير وماسانشي، ويجري اتخاذ تدابير لاحتجاز المخالفين، وإجمالا تم اقتياد 2000 شخص إلى مراكز الشرطة». قُتل العشرات من المتظاهرين وما لا يقل عن 12 من ضباط الشرطة. وصف شهود في ألماتي مشاهد الفوضى مع اقتحام المباني الحكومية أو إحراقها ونهب واسع النطاق. وقالت وزارة الداخلية إنه تم اعتقال 2298 شخصًا أثناء الاضطرابات، في حين قال المتحدث باسم الشرطة سلطانة أزيربك لقناة الأخبار 24 الرسمية إنه «تم تصفية عشرات المهاجمين».
وصل 3000 جندي مظلي روسي إلى كازاخستان صباح يوم 6 يناير، بعد أن قدم الرئيس توكاييف طلبًا رسميًا للمساعدة في منظمة معاهدة الأمن الجماعي. كما أرسلت أرمينيا وبيلاروسيا وقيرغيزستان وطاجيكستان قوات. ظل المتظاهرون في ساحة بلدة أكتاو في 6 يناير. احتج ستة آلاف شخص في وسط زانوزين. وذكر أكيم زانوازن مكسات إباغاروف أنه «لن يتم اضطهاد أي من النشطاء المحليين».

### 7 يناير
في 7 يناير وكامتياز قال الرئيس توكاييف أنه تم استعادة سقف أسعار وقود السيارة البالغ 50 تنغي للتر لمدة 6 أشهر. قال توكاييف في بيان «تمت استعادة النظام الدستوري إلى حد كبير في جميع مناطق البلاد». والإرهابيين والقول بأن استخدام القوة سيستمر. وقال في كلمة للأمة «نسمع دعوات من الخارج للأطراف للتفاوض لإيجاد حل سلمي للمشاكل، هذا مجرد هراء. ما هي المفاوضات التي يمكن أن تكون مع المجرمين والقتلة؟ هم بحاجة للتدمير وسيتم ذلك». وواصل شكره لروسيا لإرسالها قوات للمساعدة في إرساء النظام.
صرحت وزارة الدفاع الروسية أن أكثر من 70 طائرة كانت تحلق على مدار الساعة لجلب القوات الروسية إلى كازاخستان وأنهم كانوا يساعدون في السيطرة على مطار الماتي الرئيسي. وفقًا لعدة مصادر إعلامية روسية غادر الرئيس السابق نور سلطان نزارباييف البلاد مع بناته الثلاث وعائلاتهم. لم يكن من الواضح إلى أين ذهب نزارباييف، لكن يبدو أنه غادر البلاد لأسباب صحية. جرت مظاهرة سلمية في زاناوزن، حيث طالب المتظاهرون بتشكيل حكومة جديدة والمزيد من الحرية لنشطاء الحقوق المدنية، والعودة إلى الدستور الكازاخستاني لعام 1993. استمرت الاحتجاجات أيضًا في أكتاو.
أعلنت الحكومة الكازاخستانية مقتل سبعة من رجال الشرطة الإضافيين في ألماتي. قُتل ليفان كوجيشفيلي وهو مواطن إسرائيلي يبلغ من العمر 22 عامًا بالرصاص أثناء قيادته السيارة إلى العمل في ألماتي. وذكرت وزارة الخارجية الإسرائيلية أنه كان يقيم في كازاخستان منذ عدة سنوات، وقالت عائلته إنه لم يشارك في الاحتجاجات.

### 8 يناير
استمرت الاحتجاجات في زانوزين. وقالت لجنة الأمن القومي إن رئيسها السابق ورئيس الوزراء السابق كريم ماسيموف قد اعتقل بشبهة الخيانة. جوانا ليليس كتبت في إيراسيانت واعتبرت إمكانية تورط ماسيموف في محاولة انقلاب ذات مصداقية، مما يدل على تحول في سياسة النخبة في كازاخستان. أعلنت وزارة الداخلية أنه تم اعتقال 4404 أشخاص ومات 40 شخصًا على الأقل نتيجة الاحتجاجات. أطلقت السلطات الكازاخستانية تحقيقًا في جميع أنحاء البلاد لمكافحة الاحتكار مع 180 بائعًا للغاز الطبيعي المسال بسبب تواطؤ مشتبه به.

### 9 يناير
في 9 يناير قالت وزارة الداخلية إن التقديرات الأولية تشير إلى أن الأضرار في الممتلكات تبلغ حوالي 175 مليون يورو، مضيفة أن أكثر من 100 شركة وبنك قد تعرضوا للهجوم والنهب ودمرت حوالي 400 سيارة. وأكدت الوزارة مقتل أكثر من 160 شخصًا واعتقال أكثر من 5000 للاستجواب في إطار 125 تحقيقًا منفصلاً في الاضطرابات. أفادت وزارة الداخلية أن أكثر من 2200 شخص طلبوا العلاج من إصابات الاحتجاجات، وأصيب حوالي 1300 ضابط أمن. قال مكتب رئيس كازاخستان إنه تم اعتقال 5800 شخص في المجموع. وقالت وزارة الصحة إن ما مجموعه 164 شخصًا قتلوا بينهم طفلان. كما حددت أن 103 أشخاص لقوا حتفهم في مدينة ألماتي أكبر مدن كازاخستان. عقد وزير الداخلية إيرلان تورغومباييف مؤتمراً صحفياً قائلًا: «الوضع اليوم مستقر في جميع مناطق البلاد»، مضيفًا مع ذلك «عملية مكافحة الإرهاب مستمرة في محاولة لإعادة النظام في البلاد».

### 10 يناير
في 10 يناير أعلنت الحكومة يوم حداد على عشرات من ضحايا الاحتجاجات. ذكرت وزارة الداخلية الكازاخستانية أنه تم اعتقال ما مجموعه 7939 شخصًا في جميع أنحاء البلاد. قالت لجنة الأمن القومي، وكالة مكافحة التجسس ومكافحة الإرهاب في كازاخستان إن الوضع في البلاد «استقر وأصبح تحت السيطرة». ووصف توكاييف الاحتجاجات بأنها «محاولة انقلاب». كان «متطرفون إسلاميون مدربون في الخارج» من بين أولئك الذين هاجموا المباني الحكومية وقوات الأمن في الأسبوع الماضي وأن الشرطة اعتقلت الآن ما يقرب من 8000 شخص للسيطرة على الوضع.
عاد الإنترنت إلى ألماتي بعد انقطاع دام خمسة أيام. انتحر الجنرال والسياسي العسكري زنات سليمينوف عن عمر يناهز 59 عامًا، بعد فتح قضية جنائية ضده أثناء الاحتجاجات.

### 11 يناير
في 11 يناير في خطاب أمام اجتماع عبر الإنترنت للتحالف العسكري لمنظمة معاهدة الأمن الجماعي عبر رابط فيديو قال توكاييف إنه تمت استعادة النظام الآن في كازاخستان ودعا إلى انتهاء الاحتجاجات. وأعلن أن منظمة معاهدة الأمن الجماعي قد أكملت مهمتها في كازاخستان وستبدأ في الانسحاب من البلاد في 13 يناير وسيتم سحبها بالكامل في الأيام العشرة القادمة. أعلن الرئيس الروسي فلاديمير بوتين النصر في الدفاع عن كازاخستان مما وصفه بـ «الانتفاضة الإرهابية المدعومة من الخارج»، ووعد قادة دول الاتحاد السوفيتي السابق الأخرى بأن تحالفًا تقوده موسكو سيحميهم أيضًا.
في خطاب ألقاه أمام البرلمان بشأن الأيام الماضية أقر توكاييف بالاستياء العام من عدم المساواة في الدخل وانتقد نزارباييف ورفاقه بسبب ثرواتهم. وقال إن استياء الرأي العام له ما يبرره وأنه يريد من مساعدي الرئيس السابق نور سلطان نزارباييف أن يتقاسموا ثروتهم مع الشعب. أخبر توكاييف البرلمان «بفضل نزارباييف ظهرت مجموعة من الشركات المربحة للغاية في البلاد بالإضافة إلى مجموعة من الأشخاص الأثرياء حتى بالمعايير الدولية، أعتقد أن الوقت قد حان لدفع مستحقاتهم لشعب كازاخستان ومساعدتهم في بشكل منهجي ومنتظم». ومضى يقول إن النظام المالي تهيمن عليه مجموعات تجارية كبيرة، على أساس مبدأ «كل شيء للأصدقاء، والقوانين لأي شخص آخر». وتحدث عن مبادرات لتضييق فجوة الثروة، ورفع الضرائب على قطاع التعدين، والقضاء على المخالفات في مشتريات الدولة والمناطق التي يكون فيها شركاء نزارباييف مصالح تجارية.
ذكرت وزارة الداخلية أن قوات الأمن اعتقلت أكثر من 9900 شخص على صلة بالاحتجاجات. عين توكاييف رئيس وزراء جديد هو عليهان سمايلوف. تم استئناف الرحلات الجوية الدولية من وإلى عاصمة البلاد نور سلطان.

## رد فعل الدولة
بعد ظهر يوم 4 يناير وعد الرئيس الكازاخستاني قاسم زومارت توكاييف المتظاهرين بالنظر في مطالبهم وحثهم على عدم اتباع نداءات «الأشخاص المدمرين». في ليلتي 4 و5 يناير فرض رئيس كازاخستان حالة الطوارئ في منطقة مانجيستاو ومدينة ألماتي من 01:30 يوم 5 يناير حتى 24:00 يوم 19 يناير 2022. في مناطق الطوارئ كانت حرية التنقل والاتصال مقيدة والدخول والخروج ممنوعان. كما تم فرض حظر تجول من الساعة 23:00 حتى 7:00 ومنع بيع الأسلحة والذخيرة والكحول. الأسلحة الموجودة ستُصادر من السكان.
وأصدر رئيس كازاخستان رسالة بالفيديو حث فيها السكان على عدم الخضوع للاستفزازات من الداخل والخارج، وشدد للمحتجين على أن السلطة لن تسقط. في صباح يوم 5 يناير أعلن رئيس كازاخستان استقالة الحكومة. وقال الرئيس إن سبب الارتفاع الحاد في أسعار الغاز المسال هو الانتقال من 1 يناير 2022 إلى تسعير قائم على السوق بالكامل للغاز المسال من خلال منصات التداول والتبادلات الإلكترونية، في حين ألقى الرئيس باللوم على الحكومة في ارتفاع الأسعار.
تم الإعلان عن عدد من الإجراءات لتثبيت الوضع في البلاد:
- قدم الرئيس لائحة أسعار مؤقتة لأسعار الغاز المسال لمدة 180 يومًا تقويميًا، بينما يجب ألا تتجاوز الأسعار القصوى للسكان مستوى السعر في نهاية عام 2021.
- وجه رئيس الجمهورية الحكومة بتأجيل التحول الكامل لبيع الغاز المسال عبر منصات التداول الإلكتروني والتبادلات لمدة عام. خلال عام 2022 يجب إعداد الإطار التنظيمي والقانوني بعناية، والذي يجب أن يضمن التشغيل الشفاف لأرضيات التداول، وإدخال آليات للحد من الارتفاع الحاد في الأسعار.
- صدر أمر إلى مكتب المدعي العام بالاشتراك مع وكالة حماية المنافسة لإجراء تحقيق فوري (20 يومًا) في تواطؤ الأسعار والإجراءات الأخرى المناهضة للمنافسة.
- تم إدخال تنظيم الدولة لأسعار المنتجات الغذائية ذات الأهمية الاجتماعية. سيتم اتخاذ القرارات في المناطق والمدن ذات الأهمية الوطنية من قبل أكيم (رؤساء) هذه المناطق، بناءً على الوضع الاجتماعي والاقتصادي في منطقة معينة.
- صدر أمر بالبدء في صياغة قانون «إفلاس الأفراد» المرتبط بارتفاع أعباء الديون على المواطنين.
- صدرت تعليمات للنظر في الحاجة إلى فرض حظر على زيادة تعريفات المرافق للسكان لمدة 180 يومًا.
- صدرت تعليمات للنظر في مسألة دعم إيجار المساكن الثانوية للشرائح الضعيفة اجتماعياً من السكان.
- صدر أمر بإنشاء صندوق عام «لشعب كازاخستان»، بتمويل من مصادر خاصة وعامة يهدف إلى حل مشاكل الصحة والأطفال.

بعد الظهر ألقى رئيس كازاخستان خطابًا متلفزًا آخر. وذكر أن التدابير المتخذة لاستعادة النظام غير كافية. لذلك تولى مهام رئيس مجلس الأمن في كازاخستان وأكد أنه سيتولى هذا المنصب (الذي كان يشغله حتى ذلك اليوم نازارباييف) «الإجراءات الأكثر صرامة» لاستعادة النظام والتصدي للتنظيم الجيد. و«المتآمرين». في الوقت نفسه أعلن الرئيس عن خطة مستقبلية لـ «التحول السياسي» في كازاخستان. في الوقت نفسه أكد الرئيس أنه لا يزال يشغل منصبه في عاصمة كازاخستان. في مساء يوم 5 يناير ناشد رئيس كازاخستان قادة منظمة معاهدة الأمن الجماعي لتقديم الدعم. وشرح توكاييف قراره بحقيقة أن «عصابات إرهابية تدربت في الخارج» تعمل في البلاد.

## العواقب والآثار
تسببت الاحتجاجات في كازاخستان في ارتفاع أسعار اليورانيوم في السوق العالمية بنسبة 8٪. يقع أكثر من 40٪ من الإنتاج العالمي لهذا المعدن في كازاخستان. وانخفض معدل البيتكوين بنسبة 7٪، وهو ما يرتبط بحقيقة أن كازاخستان تحتل المرتبة الثانية في إنتاجه، حيث تنتج 18.1٪ من هذه العملة المشفرة.
شددت أوزبكستان الجارة الجنوبية لكازاخستان سيطرتها على حدودها مع كازاخستان، وأغلقت كازاخستان حدودها تمامًا مع أوزبكستان وقرغيزستان وتركمانستان منذ 6 يناير لفترة غير محددة. تم إلغاء جميع الرحلات الجوية بين أوزبكستان وكازاخستان. في مناطق ومقاطعات أوزبكستان المتاخمة لكازاخستان لاحظ شهود عيان زيادة في عدد ضباط الشرطة وموظفي الحرس الوطني الأوزبكي. واعترف عدد من الخبراء باحتمال حدوث احتجاجات مماثلة في أوزبكستان. على هذه الخلفية قطع رئيس الجمهورية شوكت ميرزيوييف إجازة رأس السنة الجديدة التي استمرت ليوم واحد فقط، وتحدث عبر الهاتف عن الوضع في كازاخستان مع رئيسي طاجيكستان وتركيا، وكذلك مع قاسم جومارت توكاييف نفسه معربا عن دعمه. كما أصبح معروفًا لخدمة راديو ليبرتي الأوزبكية من مصادر في حكومة أوزبكستان أمر الرئيس شخصيًا بعدم رفع أسعار الغاز والبنزين والكهرباء والماء والمنتجات الغذائية الأساسية بشكل غير معقول. بعد ذلك حدث انخفاض نسبي حاد في أسعار السلع المذكورة أعلاه في أوزبكستان. على وجه الخصوص تم إيقاف تصدير الغاز الطبيعي وبيض الدجاج تمامًا، وتم رفع رسوم الاستيراد على اللحوم وعدد من السلع الأخرى. في هذا الوقت كانت أزمة الطاقة مستمرة في أوزبكستان لسنوات عديدة نقص حاد في الكهرباء والغاز المسال للسيارات. توقع الخبراء عجزًا محتملًا في البلاد وارتفاعًا طبيعيًا في أسعار الطحين المستورد وبعض المنتجات الغذائية واللحوم جزئيًا بسبب الوضع في كازاخستان المجاورة، حيث أن اقتصاد أوزبكستان متشابك بشدة مع اقتصاد كازاخستان، وإجمالي حجم التجارة من البلدان أكثر من 3 مليارات دولار.
في تركمانستان المجاورة المتاخمة مباشرة لمنطقة مانجيستاو «المتمردة» في كازاخستان أصدرت السلطات التركمانية تعليمات إلى وكالات إنفاذ القانون لتعزيز السيطرة على السكان والقانون والنظام وأن تكون في حالة تأهب قصوى. وقد صدرت لهم تعليمات بمنع أي تجمعات للناس، وتم تحذير ضباط المنطقة من مسؤوليتهم الشخصية عن الحفاظ على القانون والنظام في أراضيهم، وتم توجيههم للقيام بجولات كل صباح ومساء. تحتجز الشرطة الأشخاص الذين يقفون فقط، وتأخذ الأشخاص الذين تجمعوا عن طريق الصدفة للاستجواب، والتحقق من المستندات ومحتويات هواتف المحتجزين، والاستجواب لأي غرض تجمع الناس معًا. الشرطة تقوم بدوريات حتى في القرى. وأصبح الناس في تركمانستان «يناقشون فيما بينهم حسم الكازاخ في المطالبة بحقوقهم، ويعجبون بشجاعتهم ويقارنون بموقفهم». كما يجري ضباط الشرطة بنشاط «محادثات» مع أقارب المواطنين الذين يعيشون في الخارج. منذ بداية الوباء في مارس 2020 أغلقت تركمانستان حدودها البرية والجوية تمامًا لدخول البلاد ومغادرتها حتى عام 2023 على الأقل.

### تقييم الأضرار
بحسب الغرفة الوطنية لرواد الأعمال في كازاخستان، فإن حجم الأضرار الناجمة عن «أعمال الشغب» في كازاخستان بلغ 92.3 مليار تنغي (212 مليون دولار أمريكي).